# Ptilopachus
Ptilopachus là một chi chim trong họ Phasianidae.